# سیارک ۴۴۸۸
سیارک ۴۴۸۸ (به انگلیسی: 4488 Tokitada، نامگذاری:1987UK) چهار هزار و چهارصد و هشتاد و هشتمین سیارک کشف شده‌است که در ۲۱ اکتبر ۱۹۸۷ کشف شد.
قدر مطلق سیارک برابر ۱۳٫۹۰ است.